# The Journal of Slavic Military Studies
The Journal of Slavic Military Studies (рус. Журнал славянских военных исследований) — ежеквартальный рецензируемый научный журнал, публикующий статьи на тему военной истории центрально- и восточноевропейских славянских народов, а также их истории и геополитики. В журнале также публикуются рецензии на книги. До 1993 года носил название «The Journal of Soviet Military Studies» (рус. Журнал советских военных исследований).

## История
Журнал был основан в 1988 году американским военным историком, директором Бюро по изучению Советской армии, полковником ВС США, — Дэвидом Гланцем, который и состоял его главным редактором. Изначально назывался «The Journal of Soviet Military Studies» («Журнал советских военных исследований») и главным образом специализировался на изучении истории Красной армии, и в частности её роли во Второй мировой войне (см. Великая Отечественная война). Кроме зарубежных в нём регулярно публиковались работы советских (и далее российских) историков. Позже в журнале стали публиковаться и работы посвящённые изучению русской армии в общемировом контексте. В этой отрасли издание этого журнала явилось важным стимулом для развития американского россиеведения. Немало уделено внимания истории Вооружённых сил СССР. По определению самого издателя Дэвида Гланца, данный журнал это

«Средство содействия диалогу и обсуждению важных вопросов прошлого и настоящего среди аналитиков и историков из широкого спектра заинтересованных стран и регионов».
В 1993 году переименован в «The Journal of Slavic Military Studies» («Журнал славянских военных исследований»). С 2014 года, занимает первое место в рейтинге SCImago Journal Rank среди научных журналов по истории.
В 2017 году главным редактором журнала стал Александр Хилл.
Журнал реферируется и индексируется в American Bibliography of Slavic and Eastern European Studies, America: History & Life, CSA Worldwide Political Science Abstracts, EBSCOhost, International Bibliography of the Social Sciences, International Political Science Abstracts, Lancaster Index to Defence & International Security Literature, Online Computer Library Center, Periodical Abstracts, ProQuest databases, Scopus и The Lancaster Index.